# 大泉インターチェンジ

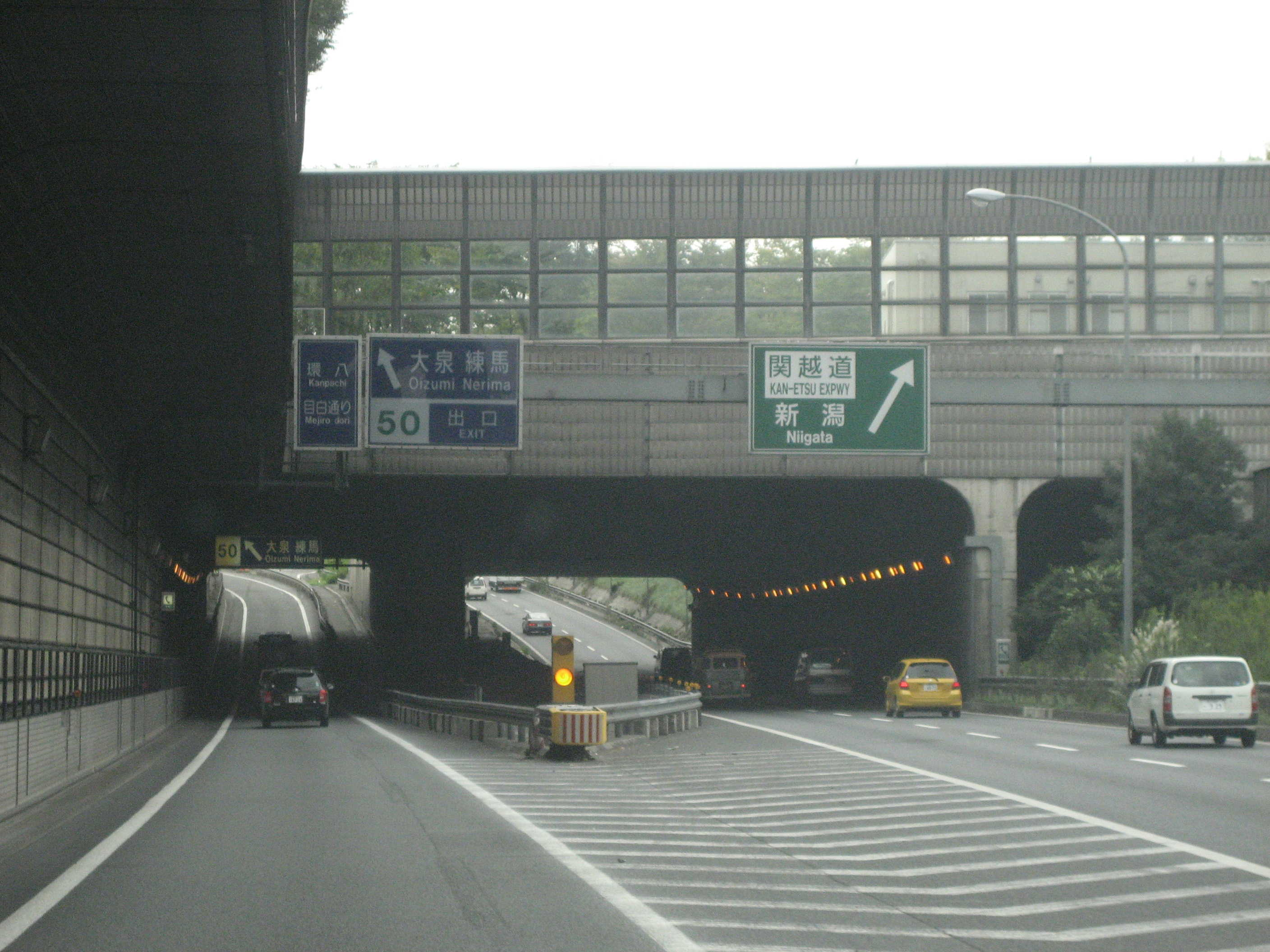
本線出口付近（外環道工事前であり工事開始後と構造が異なる）

大泉インターチェンジ（おおいずみインターチェンジ）は、東京都練馬区大泉町にある、関越自動車道と東京外環自動車道のインターチェンジ。
2021年現在、東京外環自動車道の西側の起点であり、大泉JCTの一部に含まれる。
また、現在、外環道の供用開始済み区間としては唯一、東京都内にあるインターチェンジである。
本項では当インターに併設予定の目白通りインターチェンジ（仮称）についても記述する。

## 連絡する路線
- 大泉IC→関越自動車道下り
- 大泉IC→東京外環自動車道外回り
- 東京外環自動車道内回り→大泉IC

言い換えると、関越自動車道方面は下り入口(新潟方面)のみ、東京外環自動車道方面は出入口とも存在する形である。

## 連絡していない路線
- 大泉IC→関越自動車道上り（練馬IC）
- 関越自動車道下り（練馬IC）→大泉IC
- 関越自動車道上り→大泉IC（練馬ICを利用する）

## 道路
- E17 関越自動車道（2番）
- C3 東京外環自動車道（50番）
- 東京都道24号練馬所沢線

## 料金所
関越道下り方面は新座料金所で通行券受け取りとなるため、料金所は存在しない。外環道は均一料金であるため出口に料金所は存在しない。

### 川口・三郷・松戸・東北道・常磐道・首都高方面
一般道からの外環道入口と関越道上り方面からのランプとの共用料金所である。
- ブース数：4
  - ETC専用：2
  - ETC/一般：1
  - 一般：1

## 接続する道路
- 東京都道24号練馬所沢線

## 目白通りインターチェンジ
目白通りインターチェンジ（めじろどおりインターチェンジ）は、東京都練馬区に建設中の東京外かく環状道路のインターチェンジである（名称は仮称）。既設の大泉JCT/ICに併設される計画であり、中央JCT、東名JCT方面への入口と同方面からの出口を設置する予定である。当ICと大泉ICを合わせて実質的なフルインターチェンジとなる。

### 沿革
- 未定 : 東京外環道 東名JCT - 大泉JCT間開通に伴い供用開始予定。

### 接続する道路
- C3東京外かく環状道路
- 東京都道24号練馬所沢線

## 周辺
- 石神井公園駅
- 大泉学園駅
- 東映アニメーション
- 東映東京撮影所
- T-JOY大泉
- 西友（プラッツ大泉 / LIVINオズ大泉店）
- スーパーバリュー

## 隣
E17 関越自動車道
(1)練馬IC - (2)大泉JCT/IC(ICは新潟方面入口のみ) - 新座TB - (3)所沢IC
C3 東京外環自動車道
青梅街道IC(仮称)(事業中) - 目白通りIC（仮称）（事業中） - (50)大泉IC/JCT - (51)和光IC